# تياجو نيفيز
تياجو نيفيز أوغوستو (بالبرتغالية: Thiago Neves Augusto‏) (مواليد 27 فبراير 1985)، هو لاعب كرة قدم برازيلي يلعب في مركز الوسط الهجومي مع نادي كروزيرو البرازيلي وقد لعب في صفوف المنتخب البرازيلي في فترات متقطعة.

## مسيرته الكروية

### هامبورغ
في 30 أغسطس 2008، تم الإعلان عن انتقال تياجو نيفيزإلى نادي هامبورغ، وكان يُتوقع منه أن يكون البديل المثالي لرافاييل فان در فارت.

### الهلال
في 31 يناير 2009 انضم إلى نادي الهلال مقابل 7 ملايين يورو. في مباراة كلاسيكو السعودية سجل نيفيز هاتريك ضد نادي الاتحاد في المباراة التي شهدت الانتصار التاريخية بنتيجة 5-0. وأنتقل بعدها إلى فلومينينسي وعاد في يوليو 2013 إلى الهلال مقابل 6 ملايين يورو.
بعد أربع سنوات في قضاها في منطقة الخليج ،عاد نيفيز إلى البرازيل ليلعب مع كروزيرو جنبا إلى جنب زميله السابق رافائيل سوبيس.
بارتداءه للرقم 30، تكيف تياجو نيفيز سريعاً مع كرة القدم البرازيلية وأصبح همزة الوصل في خط وسط كروزيرو.

## مسيرته الدولية
لعب أول مباراة دولية له في مباراة ودية ضد السويد في 26 مارس 2008. وفي وقت لاحق من ذلك العام، تم استدعاؤه ليكون جزءًا من منتخب البرازيل تحت 23 سنة في الألعاب الأولمبية الصيفية 2008. سجل هدفين في المباراة الثانية من مرحلة المجموعات على منتخب نيوزيلندا تحت 23 سنة وأنتهت المباراة بفوز البرازيل بنتيجة 3-0. واحتل البرازيل المركز الثالث.

## الإحصائيات

### النادي
آخر تحديث 20 أغسطس 2017.
| الإحصائيات مع الأندية | الإحصائيات مع الأندية | الإحصائيات مع الأندية        | الدوري | الدوري  | الكأس                  | الكأس                  | كأس الدوري           | كأس الدوري           | قاري            | قاري            | المجموع | المجموع |
| الموسم                | النادي                | الدوري                       | الظهور | الأهداف | الظهور                 | الأهداف                | الظهور               | الأهداف              | الظهور          | الأهداف         | الظهور  | الأهداف |
| البرازيل              | البرازيل              | البرازيل                     | الدوري | الدوري  | كأس البرازيل           | كأس البرازيل           | كأس الدوري           | كأس الدوري           | أمريكا الجنوبية | أمريكا الجنوبية | المجموع | المجموع |
| --------------------- | --------------------- | ---------------------------- | ------ | ------- | ---------------------- | ---------------------- | -------------------- | -------------------- | --------------- | --------------- | ------- | ------- |
| 2005                  | بارانا                | الدوري البرازيلي             | 29     | 3       | -                      | -                      | -                    | -                    | -               | -               | 29      | 3       |
| اليابان               | اليابان               | اليابان                      | الدوري | الدوري  | كأس الدوري الياباني    | كأس الدوري الياباني    | كأس إمبراطور اليابان | كأس إمبراطور اليابان | آسيا            | آسيا            | المجموع | المجموع |
| 2006                  | فيغالتا سنداي         | دوري الدرجة الثانية الياباني | 35     | 8       | 0                      | 0                      | 1                    | 0                    | 0               | 0               | 36      | 8       |
| البرازيل              | البرازيل              | البرازيل                     | الدوري | الدوري  | كأس البرازيل           | كأس البرازيل           | كأس الدوري           | كأس الدوري           | أمريكا الجنوبية | أمريكا الجنوبية | المجموع | المجموع |
| 2007                  | فلومينينسي            | الدوري البرازيلي             | 33     | 12      | 9                      | 2                      | -                    | -                    | -               | -               | 42      | 14      |
| 2008                  | فلومينينسي            | الدوري البرازيلي             | 5      | 1       | -                      | -                      | -                    | -                    | 13              | 7               | 18      | 8       |
| ألمانيا               | ألمانيا               | ألمانيا                      | الدوري | الدوري  | كأس ألمانيا            | كأس ألمانيا            | كأس الدوري الألماني  | كأس الدوري الألماني  | أوروبا          | أوروبا          | المجموع | المجموع |
| 2008–09               | هامبورغ               | الدوري الألماني              | 6      | 0       | 0                      | 0                      | 0                    | 0                    | 3               | 0               | 9       | 0       |
| البرازيل              | البرازيل              | البرازيل                     | الدوري | الدوري  | كأس البرازيل           | كأس البرازيل           | دوري الدولة          | دوري الدولة          | أمريكا الجنوبية | أمريكا الجنوبية | المجموع | المجموع |
| 2009                  | فلومينينسي            | الدوري البرازيلي             | 7      | 0       | 4                      | 2                      | 12                   | 5                    | 0               | 0               | 23      | 7       |
| السعودية              | السعودية              | السعودية                     | الدوري | الدوري  | كأس ولي العهد          | كأس ولي العهد          | كأس الملك            | كأس الملك            | آسيا            | آسيا            | المجموع | المجموع |
| 2009–10               | الهلال                | الدوري السعودي               | 20     | 11      | 4                      | 1                      | 2                    | 2                    | 6               | 2               | 32      | 16      |
| 2010–11               | الهلال                | الدوري السعودي               | 11     | 6       | 0                      | 0                      | 0                    | 0                    | 3               | 0               | 14      | 6       |
| البرازيل              | البرازيل              | البرازيل                     | الدوري | الدوري  | كأس البرازيل           | كأس البرازيل           | دوري الدولة          | دوري الدولة          | أمريكا الجنوبية | أمريكا الجنوبية | المجموع | المجموع |
| 2011                  | فلامنغو               | الدوري البرازيلي             | 33     | 12      | 6                      | 2                      | 16                   | 7                    | 2               | 0               | 57      | 21      |
| 2012                  | فلومينينسي            | الدوري البرازيلي             | 29     | 5       | 0                      | 0                      | 11                   | 4                    | 9               | 0               | 49      | 9       |
| 2013                  | فلومينينسي            | الدوري البرازيلي             | 2      | 0       | 0                      | 0                      | 8                    | 2                    | 6               | 0               | 16      | 2       |
| السعودية              | السعودية              | السعودية                     | الدوري | الدوري  | كأس ولي العهد          | كأس ولي العهد          | كأس الملك            | كأس الملك            | آسيا            | آسيا            | المجموع | المجموع |
| 2013–14               | الهلال                | الدوري السعودي               | 22     | 13      | 3                      | 1                      | 1                    | 0                    | 5               | 3               | 31      | 17      |
| 2014–15               | الهلال                | الدوري السعودي               | 20     | 10      | 4                      | 3                      | 4                    | 3                    | 13              | 2               | 41      | 18      |
| الإمارات              | الإمارات              | الإمارات                     | الدوري | الدوري  | كأس رئيس دولة الإمارات | كأس رئيس دولة الإمارات | كأس السوبر الإماراتي | كأس السوبر الإماراتي | آسيا            | آسيا            | المجموع | المجموع |
| 2015–16               | الجزيرة               | دوري الخليج العربي           | 25     | 8       | 5                      | 3                      | —                    | —                    | 7               | 0               | 37      | 11      |
| 2016–17               | الجزيرة               | دوري الخليج العربي           | 2      | 0       | 2                      | 1                      | 1                    | 1                    | 0               | 0               | 5       | 2       |
| البرازيل              | البرازيل              | البرازيل                     | الدوري | الدوري  | كأس البرازيل           | كأس البرازيل           | دوري الدولة          | دوري الدولة          | أمريكا الجنوبية | أمريكا الجنوبية | المجموع | المجموع |
| 2017                  | كروزيرو               | الدوري البرازيلي             | 17     | 6       | 10                     | 2                      | 9                    | 2                    | 2               | 2               | 38      | 12      |
| البلد                 | البرازيل              | البرازيل                     | 138    | 33      | 22                     | 7                      | 47                   | 18                   | 30              | 7               | 237     | 65      |
| البلد                 | اليابان               | اليابان                      | 35     | 8       | 0                      | 0                      | 1                    | 0                    | 0               | 0               | 36      | 8       |
| البلد                 | ألمانيا               | ألمانيا                      | 6      | 0       | 0                      | 0                      | 0                    | 0                    | 3               | 0               | 9       | 0       |
| البلد                 | السعودية              | السعودية                     | 73     | 25      | 11                     | 5                      | 7                    | 5                    | 27              | 7               | 118     | 42      |
| البلد                 | الإمارات              | الإمارات                     | 27     | 8       | 7                      | 4                      | 1                    | 1                    | 7               | 0               | 42      | 13      |
| المجموع               | المجموع               | المجموع                      | 279    | 74      | 40                     | 16                     | 56                   | 24                   | 67              | 14              | 442     | 128     |

### المنتخب
آخر تحديث 15 نوفمبر 2012.
| المنتخب  | النادي     | الموسم  | الظهور | الأهداف |
| -------- | ---------- | ------- | ------ | ------- |
| البرازيل | فلومينينسي | 2008    | 1      | 0       |
| البرازيل | فلامنغو    | 2011    | 1      | 0       |
| البرازيل | فلومينينسي | 2012    | 4      | 0       |
| المجموع  | المجموع    | المجموع | 6      | 0       |

| المباريات والأهداف الدولية | المباريات والأهداف الدولية | المباريات والأهداف الدولية | المباريات والأهداف الدولية | المباريات والأهداف الدولية | المباريات والأهداف الدولية | المباريات والأهداف الدولية |
| #                          | التاريخ                    | المكان                     | الخصم                      | النتيجة                    | الهدف                      | المسابقة                   |
| 2008                       | 2008                       | 2008                       | 2008                       | 2008                       | 2008                       | 2008                       |
| -------------------------- | -------------------------- | -------------------------- | -------------------------- | -------------------------- | -------------------------- | -------------------------- |
| 1.                         | 26 أبريل 2008              | لندن، إنجلترا              | السويد                     | 1–0                        | 0                          | ودية                       |
| 2011                       |                            |                            |                            |                            |                            |                            |
| 2.                         | 7 يونيو 2011               | ساو باولو، البرازيل        | رومانيا                    | 1–0                        | 0                          | ودية                       |
| 2012                       |                            |                            |                            |                            |                            |                            |
| 3.                         | 19 سبتمبر 2012             | غويانيا، البرازيل          | الأرجنتين                  | 2–1                        | 0                          | السوبر كلاسيكو 2012        |

## الإنجازات

### النادي
فلومينينسي
- كأس البرازيل (1): 2007.
- كأس جوانابارا (1): 2012.
- بطولة كاريوكا (1): 2012.
- الدوري البرازيلي (1): 2012

 الهلال
- الدوري السعودي (1): 2009–10، 2010–11.
- كأس ولي العهد (1): 2010
- كأس الملك (1): 2015

 فلامنغو
- كأس جوانابارا (1): 2011.
- كأس ريو (1): 2011.
- بطولة كاريوكا (1): 2011.

 كروزيرو
- كأس البرازيل (1): 2017.

### المنتخب
البرازيل

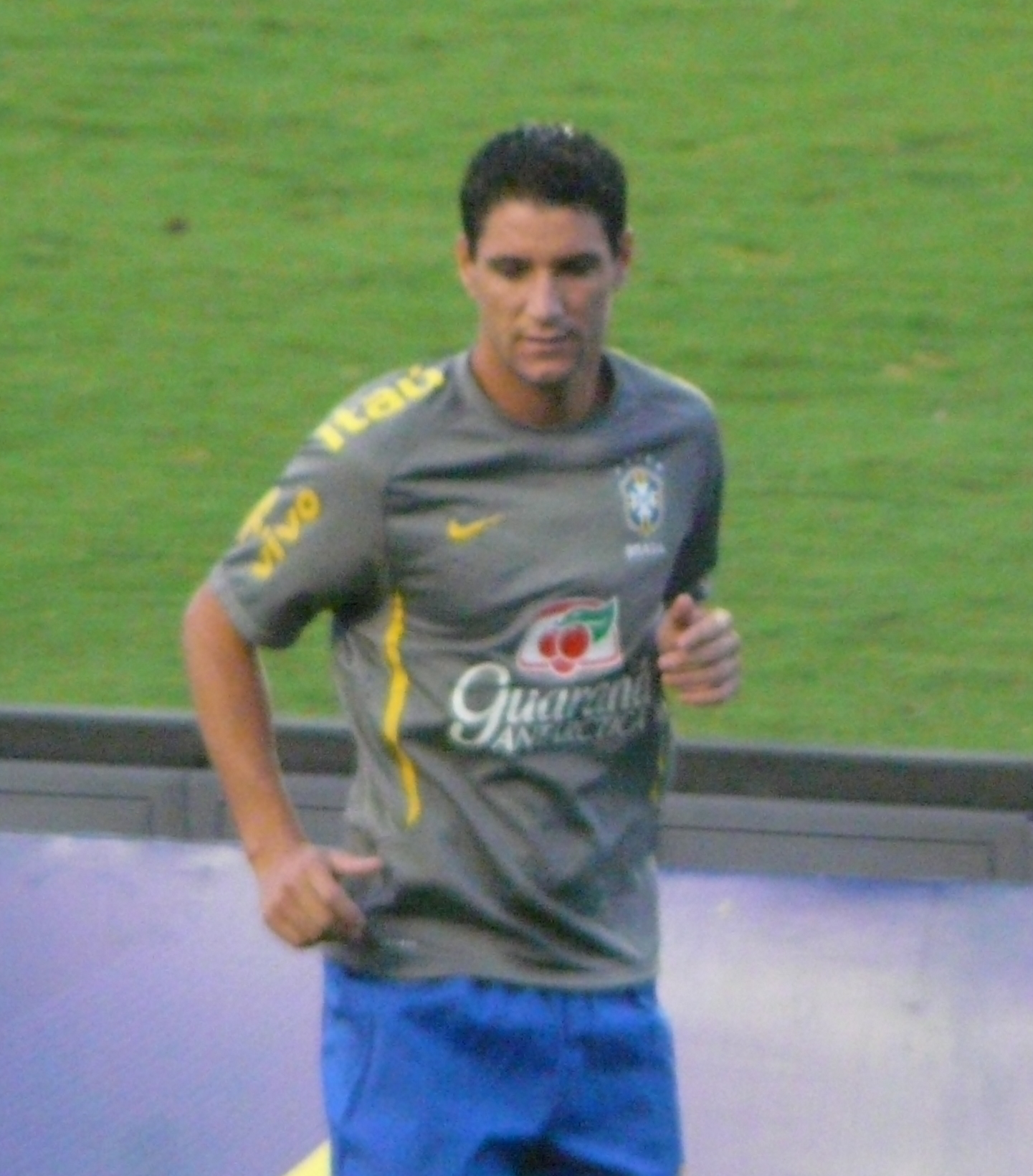
نيفيز مع البرازيل.

- الألعاب الأولمبية الصيفية 2008: الفائز بالميدالية البرونزية.
- السوبر كلاسيكو (1): 2012.

### الفردية
- الكرة الفضية البرازيلية (1): 2007، 2017.
- الكرة الذهبيةالبرازيلية (1): 2007.
- أفضل لاعب في بطولة باراناينسي تحت 20 سنة (1): 2004.
- دوري المحترفين السعودي لاعب الجولة (1): الجولة 11
- أفضل لاعب وسط هجومي في بطولة كاريوكا 2011.
- أفضل لاعب (من اختيار الجمهور) في بطولة كاريوكا 2011.
- أفضل لاعب في بطولة كاريوكا 2011.
- بطولة البرازيل فريق البطولة (1): 2017.[6]

## وصلات خارجية
- تياجو نيفيز على موقع الاتحاد الدولي (مؤرشف)  (الإنجليزية)
- تياجو نيفيز على موقع رابطة كرة القدم اليابانية للمحترفين (اليابانية)
- تياجو نيفيز على موقع قاعدة بيانات كرة القدم.إي يو (الإنجليزية)
- تياجو نيفيز على موقع ناشيونال فوتبول تيمز (الإنجليزية)
- تياجو نيفيز على موقع Soccerway.com (الإنجليزية)
- تياجو نيفيز على موقع عالم كرة القدم.نت (الإنجليزية)
- تياجو نيفيز على موقع أوليمبيديا (الإنجليزية)
- تياجو نيفيز على موقع اللجنة الأولمبية البرازيلية (البرتغالية)